# Revue des deux mondes
La Revue des Deux Mondes es una publicación francesa mensual, fundada el 1 de agosto de 1829 por Prosper Mauroy y P. de Ségur-Dupeyron.

## Historia
En 1830, absorbió el Journal des Voyages. Desde 1831, Francisco Buloz se convirtió en el redactor jefe. Acogió a Alexandre Dumas, Abel Hugo, Alfred de Vigny, Honoré de Balzac, Prosper Mérimée, Sainte-Beuve, Charles Baudelaire y otros grandes nombres de la literatura de la época, ya que en sus orígenes, fue la literatura que dominó el contenido de la revista.
No obstante, la política, la economía y las bellas artes tomarían más tarde un espacio importante. Bajo el Segundo Imperio, fue una revista de oposición. Después de la muerte de Buloz en 1877, que apoyaba a Adolphe Thiers, la revista es dirigida entre otro por Charles Buloz, hijo de Francisco, luego por Ferdinand Brunetière, crítico influyente y miembro de la Academia francesa en 1900, Francis Charmes  (Academia francesa, 1908), René Doumic (Academia francesa, 1909), André Chaumeix (Academia francesa, 1930).
A finales del siglo XIX, bajo la influencia de Ferdinand Brunetière, la revista apoyó a la iglesia católica contra la ofensiva anticlerical desencadenada por Émile Combes. En 1945, cambió de título para Revue, littérature, histoire, arts et sciences des Deux Mondes. Se fusionó en 1956 con la mensual Hommes et Mondes. Convertida en mensual en 1969, toma el nombre de Revue mensuelle des Deux Mondes en 1972, para recobrar su título original: Revue des Deux Mondes en 1982.